# حسن أعريوتي
حسن علي أعريوتي مواليد 5 فبراير 1994، هو لاعب كرة قدم سعودي يلعب حالياً في نادي الجزيرة.

## مسيرة اللاعب
لعب في نادي النور ونادي الترجي ونادي الجزيرة.